# Media Factory
Media Factory (яп. メディアファクトリー, Mediafakutorī) — японське видавництво та внутрішня компанія Kadokawa Corporation. Дата заснування 1 грудня 1986 під назвою  р.; дочірня компанія Recruit Co, Ltd Media Factory. Штаб-квартира розташована в Шібуя, Токіо, Японія. 12 жовтня 2011 року придбана Kadokawa Corporation за ¥8 млрд. Media Factory також видає щомісячний журнал сейнен-манги Monthly Comic Alive.
Media Factory, можливо, був першим дистриб'ютором аніме, що вимагав фенсаб-групи припинити діяльність з перекладу та випуску аніме-фенсабів.

## Журнали
- Monthly Comic Alive
- Monthly Comic Flapper
- Monthly Comic Gene

## Ранобе
- MF Bunko J

## Аніме та манґа
- Aria the Scarlet Ammo (манґа)
- Зона 88 (ТВ, манґа)
- ATASHIn'CHI (фільм)
- Candy Boy (манґа)
- Танець у вампіра Бунд (манґа)
- Дивергенція Єви (ТБ)
- Dokkoida? (ТБ)
- Охоронець Ґед (ТБ)
- Gankutsuou (ТБ)
- Хранителі брам (ТБ)
- Genshiken (ТБ)
- Агент Наджика (манґа)